# Reinier Asmoredjo
Reinier Soejatno Asmoredjo (Paramaribo, 25 oktober 1962) is een Surinaamse beeldend kunstenaar.

## Opleiding en werk
Asmoredjo kreeg zijn opleiding aan de Academie voor Hoger Kunst- en Cultuuronderwijs in Paramaribo, waar hij in 1989 zijn Bachelor of Arts behaalde.
Hij werkt sinds 1995 als tekenleraar op de Algemene Middelbare School (AMS) en sinds 2001 als docent op de Academie voor Hoger Kunst en Cultuur Onderwijs (AHKCO). Hij is sinds 1999 lid van de Federation of Visual Artists in Suriname (FVAS), sinds 2001 lid van de Associatie van Beeldende Kunstenaars in Suriname (ABKS).
Asmoredjo werkt semi-figuratief, met olieverf of acryl op doek; incidenteel vervaardigt hij ook keramiek. Belangrijk thema in zijn werk is de gemarginaliseerde vrouw, vaak marronvrouwen, geschilderd met blote borsten en vaak traditionele dansen uitvoerend. Ook Javaanse vrouwen beeldt hij frequent af Zijn fascinatie komt mede voort uit het kleurgebruik: de kleur van de zwarte huid is volgens Asmoredjo alleen goed wewer te geven door de applicatie van alle kleuren van de regenboog, laag op laag, in een bepaalde volgorde. Dit neemt overigens niet weg dat veel van zijn doeken in heldere en felle kleuren zijn geschilderd. Zijn lijnen zijn vloeiend, en in de figuratie is vaak de cirkelvorm te herkennen. Verwantschap met het werk van Rinaldo Klas is zeker herkenbaar.
Verder vormt de natuur voor hem een belangrijke inspiratiebron: vogels (vooral de pauw), vissen, de zon, vruchten en bloemen, symbolen van vrijheid en vruchtbaarheid, energie en inspiratie.

## Tentoonstellingen
De volgende lijst is niet compleet:
- 2024: Mi Gudu; 40 jaar beeldend kunstenaar, Readytex Art Gallery, Paramaribo, Suriname
- 2005 Sporen in de Kunst Pulchri Studio, Den Haag, Nederland
- 2005 Open House expositie Readytex Art Gallery, Paramaribo, Suriname
- 2004 75 jaar Erwin de Vries, Suriname
- 2004 Biënnale du Marronage 2004, Frans-Guyana
- 2003 Carifesta Grand Market, Suriname
- 2003 Nationale Kunstbeurs, Suriname
- 2002-2005 Herdenking Javaanse immigratie in Suriname
- 1993, 1998, 2001, 2004 Solo-exposities in de Readytex Art Gallery, Suriname